# Janssen (cratère martien)
Pour les articles homonymes, voir Janssen.

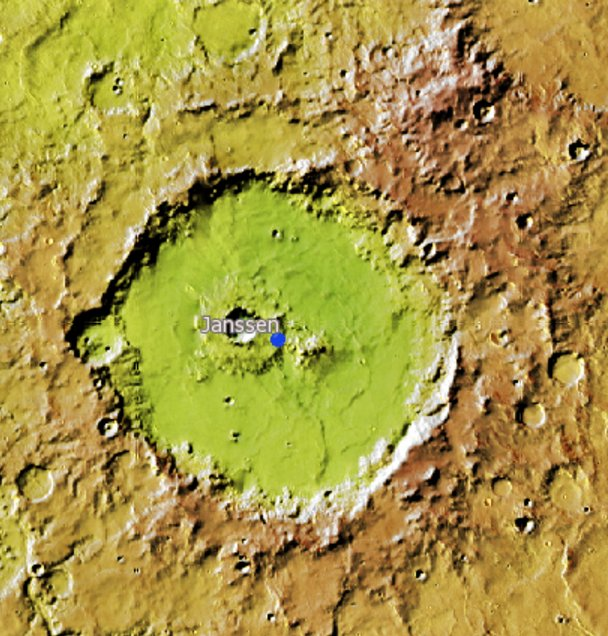
Le cratère Janssen en 2010.

Janssen est un cratère d'impact de 158 km de diamètre situé sur Mars dans le quadrangle d'Arabia par 2,1º N et 37,5º E. Il a été nommé en référence à l'astronome français Jules Janssen (1824-1907).
Des formations apparaissant comme des traînées sombres sur les terrains en pente (dark slope streaks en anglais), vraisemblablement causées par des glissements de poussières claires sur terrain plus sombre, sont particulièrement bien visibles dans la région de Janssen. Ces structures se forment régulièrement, et les satellites d'observation martiens observent en temps réel leur évolution.